# Dienstzeitversorgung
Dienstzeitversorgung erhalten in Deutschland Soldaten auf Zeit und Berufssoldaten der Bundeswehr.

## Soldaten auf Zeit
Die spezifische Dienstzeitversorgung für Soldaten ist neben der Berufsförderung eine wesentliche Maßnahme der Fürsorge des Dienstherrn zum und nach dem Dienstzeitende. Sie soll die Zeiten einer individuellen Qualifizierung, der zivilberuflichen Bildung und der Tätigkeits- oder Beschäftigungssuche finanziell absichern (§ 3 Abs. 1 Satz 1 SVG).
Die Dienstzeitversorgung der Soldaten auf Zeit umfasst (§ 3 Abs. 4 SVG):
1. die Übergangsgebührnisse,
2. die Ausgleichsbezüge,
3. die Übergangsbeihilfe,
4. den Unterhaltsbeitrag für Soldaten auf Zeit,
5. den Unterschiedsbetrag nach § 47 Abs. 1 Satz 2 SVG,
6. die Einmalzahlungen nach § 89b SVG.

## Berufssoldaten
Die Dienstzeitversorgung der Berufssoldaten umfasst (§ 14 SVG):
1. Ruhegehalt oder Unterhaltsbeitrag,
2. Unfallruhegehalt
3. Übergangsgeld
4. Ausgleich bei Altersgrenzen,
5. Erhöhungsbetrag nach § 26 Abs. 7 Satz 3 Halbsatz 1 SVG,
6. Unterschiedsbetrag nach § 47 Abs. 1 Satz 2 und 3 SVG,
7. Ausgleichsbetrag nach § 47 Abs. 2 SVG,
8. Anpassungszuschlag nach § 95 Satz 5 SVG,
9. Leistungen nach den § 40 bis § 74 SVG,
10. Einmalzahlungen nach § 89b SVG.

Die Dienstzeitversorgung der Berufssoldaten ist vergleichbar mit dem dienstrechtlichen Begriff der Versorgungsbezüge der Beamten und Richter (§ 2 BeamtVG).